# フェイス神学校
フェイス神学校（Faith Theological Seminary）は、アメリカ合衆国デラウェア州ウィルミントン市にあった聖書長老教会の神学校。
日本の福音派の指導者が多数留学した。日本人留学生は、東京神学塾、東京基督神学校、聖書神学舎などの教師になった。

## 教師
- レアード・ハリス

## 卒業生
- 林道亮（ティモシー・リン）
- ジョン・M・L・ヤング
- 長谷川真太郎
- 舟喜順一
- 田辺滋
- フランシス・シェーファー
- 鈴木昌